# Lukas Schlemmer
Lukas Schlemmer (5 maart 1995) is een Oostenrijks wielrenner die anno 2019 rijdt voor Maloja Pushbikers.

## Carrière
In 2016 won Schlemmer de eerste etappe van de Ronde van Berlijn door Maximilian Schachmann in een sprint-à-deux te verslaan. Later dat jaar won hij het bergklassement van de Ronde van Szeklerland, met een voorsprong van vijftien punten op Stanislaw Bazjkow.

## Overwinningen
2016
2e etappe Ronde van Berlijn
Bergklassement Ronde van Szeklerland
2017
 Oostenrijks kampioen op de weg, beloften
2018
2e etappe Szlakiem Walk Majora Hubala
2019
Proloog Ronde van Opper-Oostenrijk

## Ploegen
- 2014 –  WSA-Greenlife
- 2015 –  WSA-Greenlife
- 2016 –  WSA-Greenlife
- 2017 –  Team Felbermayr Simplon Wels
- 2018 –  Team Felbermayr Simplon Wels
- 2019 –  Maloja Pushbikers

Bissinger · Dallinger · Kopkauf · Leopold · Pöll · Ratkic · Schlemmer · Sokol · Taferner · Trettwer
Eibegger · Fortin · Kierner · Krizek · Lehner · Mangertseder · Neuhauser · Rabitsch · Schlemmer · Zoidl